# Eclectochromis lobochilus
Eclectochromis lobochilus è una specie di ciclidi haplochromini endemica del Lago Malawi, che si trova in Malawi, Mozambico e Tanzania. Questa specie si trova lungo le coste rocciose e talvolta nell'habitat intermedio tra aree sabbiose e rocciose, a profondità comprese tra 5–15 metri (16–49 ft). Si nutre di invertebrati, principalmente insetti allo stadio adulto e larvale, che si nascondono tra la vegetazione acquatica o le alghe. I maschi riproduttori difendono una grotta tra le rocce. Le femmine sono incubatrici orali delle uova e degli avannotti, che proteggono dopo la schiusa. Questa specie è conosciuta come "Haplochromis Hertae" nel commercio di pesci d'acquario.